# Alex R. Gibbs
Alex R. Gibbs (1967.), američki astronom.
Tehničar je u zvjezdarnici koji je bio dijelom posade Catalinskog nebeskog pregleda: premda nije astronom po struci, otkrio je mnoga nebeska tijela, brojne asteroide (poput 2007 HB15, 2010 MW1 ili 221628 Hyatt, koji je nazvan po njegovom ocu, astronomu Hyattu M. Gibbsu) i 29 kometa (229P/Gibbs i druge).
Po njemu je nazvan asteroid 14220 Alexgibbs.